# Aimee Teegarden
Aimee Richelle Teegarden(Downey, Califòrnia, 10 d'octubre de 1989), més coneguda com a Aimee Teegarden, és una actriu i model estatunidenca. Des de 2006 i fins a 2011 va protagonitzar la sèrie de NBC, Friday Night Lights.

## Biografia
Aimee Teegarden, va néixer i es va criar a Downey, un suburbi de Los Angeles, a on vivia amb el seu pare, mare, germà, i molts animals domèstics.
A l'edat de deu anys, Aimee va ser contactada per una classe d'actuació, i va demanar als seus pares permís per començar. Van estar d'acord, i va ser matriculada en unes poques classes d'actuació. Poc temps després, el seu somni de l'actuació es va realitzar, quan va obtenir un agent i va començar a anar a audicions.
L'actuació no és la seva única afició. Ella practica molts tipus d'esports com: l'hoquei, el beisbol, futbol, el lacrosse, la planxa de neu, l'escalada, les bitlles, i el surf. Quan és a casa seva, a Downey, forma part activa de les Filles de Job, aquesta és una organització que realitza projectes de serveis per ajudar a la comunitat, els menys afortunats, i altres organitzacions benèfiques. Aimee també té un passat en el capítol Walt Disney de la Orde Internacional de Molay. També li encanta passar temps amb l'amor de la seva vida, el seu adorable company caní anomenat Gizmo.
El 24 d'agost de 2007, ella va actuar al concurs de Miss Teen USA 2007. El 19 de juny de 2008 a Anaheim, Califòrnia, va ser premiada com a núvia honorífica de l'Orde Internacional DeMolay.
També va aparèixer en el vídeo musical de la cançó Kelsey, del grup de rock Metro Station, on va haver de besar a Mason Musso. El 2011 va protagonitzar la pel·lícula Beneath the Darkness, al costat d'actors com Dennis Quaid i Tony Oller. El 2013 va protagonitzar al costat de Dustin Milligan, el vídeo musical de la cançó Made in the USA, de la cantant de Disney Channel, Demi Lovato.

## Filmografia

### Cinema
| Any  | Títol                            | Personatge    | Notes         |
| ---- | -------------------------------- | ------------- | ------------- |
| 2004 | Sailing for Madagascar           | Bette Warren  | Curtmetratge  |
| 2009 | Call of the Wild                 | Tracy         |               |
| 2009 | For Sale by Owner                | Elenore Dare  |               |
| 2009 | The Perfect Age of Rock 'n' Roll | Annie Genson  |               |
| 2010 | Beautiful Wave                   | Nicole        | Rol principal |
| 2011 | Prom                             | Nova Prescott | Rol principal |
| 2011 | Scream 4                         | Jenny Randall |               |
| 2011 | Beneath the Darkness             | Abby          | Rol principal |
| 2013 | Love and Honor                   | Juniper/Jane  |               |
| 2013 | Call Me Crazy: A Five Film       | Olivia        | Telefilm      |
| 2014 | Life at These Speeds             | Ellie         |               |

### Televisió
| Any       | Títol                                    | Personatge     | Notes                                                             |
| --------- | ---------------------------------------- | -------------- | ----------------------------------------------------------------- |
| 2003      | Cold Case                                | Tina Bayes     | Ep: "Churchgoing People"                                          |
| 2006      | Hannah Montana                           | Melissa        | Ep:"You're So Vain, You Probably Think This Zit Is About You"     |
| 2006-2011 | Friday Night Lights                      | Julie Taylor   | Rol principal                                                     |
| 2007      | Ned's Declassified School Survival Guide | Noia #2        | Ep: "Guide to: Boys and Girls"                                    |
| 2008      | 90210                                    | Rhonda Kimble  | Ep: "Help Me, Rhonda" "Of Heartbreaks and Hotels" "Life's a Drag" |
| 2009      | CSI: Miami                               | Brianna Faber  | Ep: "Divorce Party"                                               |
| 2009      | Legend of the Seeker                     | Annabelle      | Ep: "Touched"                                                     |
| 2010      | CSI: Crime Scene Investigation           | Molly Sinclair | Ep: "World's End"                                                 |
| 2011-2013 | Aim High                                 | Amanda Miles   | Webserie                                                          |
| 2012      | Punk'd                                   | Ella mateixa   | Ep: "Kellan Lutz"                                                 |
| 2014      | Star-Crossed                             | Emery          | Rol principal                                                     |